# Führerreserve
La Führerreserve était un cadre administratif pour les officiers supérieurs de l'armée allemande, pendant la Seconde Guerre mondiale.

## Contexte historique
La Führerreserve était une affectation en théorie provisoire, où étaient versés les officiers supérieurs de l'armée allemande dans l'attente d'un nouveau commandement. Elle fut créée en 1939 dans l'armée allemande. Chaque état-major des trois armées Luftwaffe, Heer et Kriegsmarine avait son propre cadre de réserve.
Au cours de la Seconde Guerre mondiale, la Führerreserve permit souvent à l'Oberkommando der Wehrmacht d'écarter du commandement des officiers supérieurs trop critiques vis-à-vis du pouvoir central. Ce fut le cas, par exemple, des généraux Feuchtinger, von Bothmer, Weber ou Vaterrodt en 1945, lorsque l'appareil nazi devint plus répressif, y compris contre ses propres généraux.